# Akçaköy
Akçaköy es un barrio del municipio y distrito de Köşk, provincia de Aydın, Turquía. Su población es de 2,035 (2022).